# The New Day (đô vật)
The New Day là một nhóm đô vật chuyên nghiệp biểu diễn ở WWE tại Raw, gồm Big E, Kofi Kingston và Xavier Woods. The New Day là nhà vô địch đồng đội WWE và là lần thứ hai vô địch của họ. Trong thời gian cầm quyền của họ, The New Day bảo vệ các chức danh theo Điều Lệ Freebird, và cả ba thành viên được công nhận là WWE Raw Tag Team Champion.

## Trong đô vật
- Double team finishing moves
  - Midnight Hour (Over-the-shoulder facebuster (Big E) and diving DDT (Kingston or Woods) combination)[1]
  - Pendulum backbreaker (Big E, Kingston or Woods) / diving double foot stomp (Kingston or Woods) combination[2][3][4][5][6]
- Double team and triple team signature moves
  - Unicorn Stampede (Multiple stomps to a seated opponent in the corner with frequent tags),[7][8][9] often followed by an Irish whip-assisted corner dropkick[10][11]
- Big E's finishing moves
  - Big Ending[12] (Over the shoulder cutter)[13][14]
  - Running splash – also used as a signature move
- Kingston's finishing moves
  - Trouble in Paradise[15] (Jumping corkscrew roundhouse kick)
  - SOS (Ranhei)[16] – also used as a signature move
- Woods' finishing moves
  - Lost in the Woods (Inverted stomp facebreaker)[17]
  - Shining Wizard[18]
- Nicknames
  - "The Unicorns"[19][20]
- Entrance themes
  - "New Day, New Way" by Jim Johnston[21] (28/11/2014–hiện tại)

## Các chức vô địch và danh hiệu
- Pro Wrestling Illustrated
  - Tag Team of the Year (2015)
- Rolling Stone
  - Comeback of the Year (2015)[22]
  - Second-Best Heels (2015)[23]
  - WWE Wrestlers of the Year (2015)[22]
- Wrestling Observer Newsletter
  - Best Gimmick (2015)[24]
- WWE
  - WWE Raw Tag Team Championship (2 lần)1[25]

1Big E, Kingston and Woods defend the title under the Freebird Rule.